# Joachim Rouault
Joachim Rouault (* um 1409; † 7. August 1478) war ein französischer Adliger und Militär in der Endphase des Hundertjährigen Kriegs, der später als Marschall von Frankreich, genannt Maréchal de Gamaches, im Dienst des Königs Ludwig XI. stand.
Er war Seigneur de Gamaches, de Boisménart, de Cayeux et d’Assy, de Châtillon et de Fronsac (1458), Baron von La Chaize-le-Vicomte (von Louis d’Amboise gekauft), Rambures (1472), zudem wurde er Grand Écuyer des Königs Karl VII., Capitaine et Gouverneur de Saint-Lô et de Pontoise, Gouverneur von Paris (1465), Conseiller et Chambellan du Roi, Seneschall von Poitou (1461) und Beaucaire.

## Leben
Joachim Rouault ist der Sohn von Jean Rouault, Seigneur de Boisménart, der am 17. August 1424 in Schlacht von Verneuil getötet wurde, und Jeanne du Bellay, Dame du Colombier. Er war 1441 Premier Écuyer de Corps des Dauphins und nahm im gleichen Jahr an den Eroberungen von Creil und Saint-Denis teil, sowie an der Belagerung von Pontoise, 1442 an der Belagerung von Acqs in Guyenne.
1444 begleitete er den Dauphin auf dem Feldzug nach Deutschland an der Spitze der Écorcheurs, bei dem es um die Unterstützung Herzogs Siedmung von Österreich ging, der mit Radegonde de Valois, der Schwester des Dauphins, verlobt war. Anschließend bot er König Friedrich III. seine Dienste an. 1445 war er mit 500 Soldaten in Montbéliard stationiert, 1446 bis 1448 zusätzlich mit 100 Lanzen aus dem Barrois.
Er nahm 1449 und 1450 an der Rückeroberung der Normandie teil, kämpfte bei den Eroberungen von Saint-James de Beuvron, Coutances, Saint-Lô (wo er Gouverneur wurde), Carentan und Caen, vor allem beim Sieg über die Engländer in der Schlacht bei Formigny am 15. April 1450.
Nach der Unterwerfung der Normandie begleitete er Jean de Châtillon, genannt de l’Aigle, Graf von Penthièvre, nach Guyenne, das unter die Hoheit des französischen Königs gebracht werden sollte. Er nahm teil an den Belagerungen von Bergerac, Montguyon, Blaye und Fronsac, wo er 1451 Gouverneur wurde. Im gleichen Jahr wurde er zum Connétable von Bordeaux ernannt und stand an der Spitze von 200 Bogenschützen der Vorhut, als der Comte de Dunois seinen Einzug in der Stadt hielt, nachdem er sie von den Engländern zurückerobert hatte.
Er kämpfte bei der Eroberung von Bayonne, 1453 belagerte er Castillon-la-Bataille im Périgord, wobei John Talbot, 1. Earl of Shrewsbury († 17. Juli 1453) und sein Sohn getötet wurden. Anschließend nahm er an der zweiten Kapitulation von Bordeaux und der Eroberung der Grafschaft Armagnac im Jahr 1455 teil.
1456 sandte ihn Karl VII. nach England, um den König von Schottland und die englische Königin Margarete von Anjou gegen den Herzog von York zu unterstützen, der die englische Krone an sich bringen wollte.
Am 25. Juli 1458 überließ der König ihm die lebenslange Nutznießung von Fronsac. Am 13. Mai 1461 wurde er verurteilt, Fronsac an dessen legitimen Erben zurückzugeben, nachdem er bereits enorme Summen in die Befestigung der Stadt investiert hatte.
Der neue König Ludwig XI. erhob Joachim Rouault am 3. August 1461 zum Marschall von Frankreich, kurz vor seiner Krönung am 15. August 1461. Zuvor hatte er ihn zum Seneschall von Poitou ernannt. Am 30. August nahm er im Rang eines Premier Écuyer du Corps et Maître de l'Écurie am Einzug des Königs in Paris teil. Anschließend wurde er zum Kommandeur der Armee im Roussillon und in Katalonien ernannt.
1465 wurde er mit der Verteidigung der Picardie gegen die Burgunder beauftragt. Zudem verteidigte er Paris gegen den Grafen von Charolais, den späteren Herzog Karl der Kühne, und die Fürsten der Ligue du Bien public, wozu er ihn zum Gouverneur der Stadt machte. Im Juni und Juli 1472 verteidigte er Beauvais gegen Karl den Kühnen; diese Belagerung ist heute vor allem wegen der Beteiligung von Jeanne Hachette in Erinnerung. Am 3. August 1472 überließ Ludwig XI. ihm die beschlagnahmten Güter des Seigneur de Rambures, der zur burgundischen Partei gehörte, am 26. Februar 1473 bzw. 25. September 1474 die des Vicomte de Neufchâtel.
Als er vom Grafen von Saint-Pol denunziert worden war, ließ ihn der misstrauische König verhaften. Am 16. Mai 1476 wurde er zu Exil im Ausland verurteilt, seine Güter wurden beschlagnahmt und ihm wurde eine Strafe von 20.000 Livre auferlegt, für die er in Châtillon im Thouarsais ins Gefängnis gebracht wurde; zudem wurden ihm alle öffentlichen Ehren unter Titel aberkannt. Allerdings wurde das Urteil nicht vollstreckt, er starb am 7. August 1478 im Besitz seiner Güter. Er wurde in der Franziskanerkirche von Thouars neben seiner Mutter Jeanne du Bellay, seinem jüngeren Bruder Jacques Rouault, Seigneur du Riou et du Pressoir, und seinem Großonkel Tristan Rouault, der aufgrund seiner Ehe Vicomte de Thouars gewesen war, bestattet.

## Ehe und Familie
Joachim Rouault heiratete Françoise de Volvire, Tochter von Joachim de Volvire, Baron de Ruffec, und Marguerite de Harpedanne de Belleville. Ihre Kinder sind:
- Aloph (I.) Rouault, 1588/15 bezeugt, Seigneur de Gamaches, Hélicourt, Boismenard et de Châteauneuf-en-Gâtine; ⚭ Gabrielle de Montroignon, genannt de Salvert
- Anne Rouault, 1510 Witwe; ⚭ Adrien de l’Hôpital, Seigneur de Choisi aux Loges, Sohn von Jean de l’Hôpital, Seigneur de Choisy, und Blanche de Sanes
- Agathe Rouault; ⚭ 2. September 1493 Thomas de Riencourt, Seigneur de Tilloloy et de Vaux.

Marguerite de Harpedanne heiratete in zweiter Ehe Navarot d’Anglade, Seigneur de Colombières et de Savonnières, einen der Favoriten Ludwigs XI.